# Matang Linya
Matang Linya is een bestuurslaag in het regentschap Aceh Utara van de provincie Atjeh, Indonesië. Matang Linya telt 241 inwoners (volkstelling 2010).